# شهرستان بریثیت (کنتاکی)
شهرستان بریثیت، کنتاکی (به انگلیسی: Breathitt County, Kentucky) یک سکونتگاه مسکونی در ایالات متحده آمریکا است که در کنتاکی واقع شده‌است.

## خصوصیات
شهرستان بریثیت ۱٬۲۸۲٫۰۵ کیلومترمربع مساحت دارد.